# بیت امانوئل

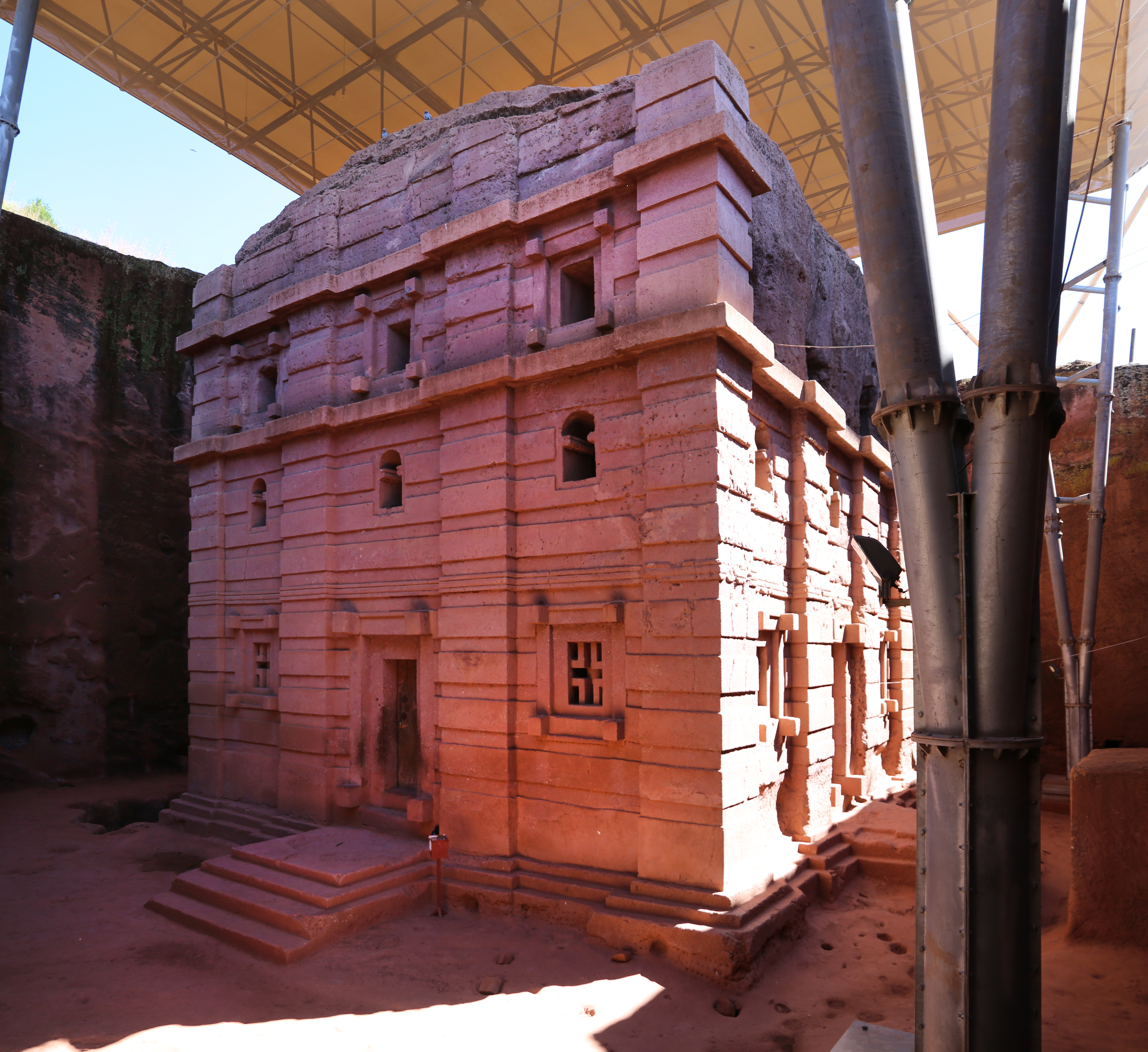
کلیسای سنگی بیته امانوئل در لالی‌بلا، اتیوپی

بیت امانوئل (انگلیسی: Biete Amanuel) یک کلیسای تک‌سنگی زیرزمینی است که در لالی‌بلا، اتیوپی قرار دارد. این بنا در دوران امپراتوری حبشه ساخته شده است. این کلیسا بخشی از میراث جهانی در لالی‌بلا است.
بیته امانوئل (خانه امانوئل) احتمالاً در گذشته به عنوان کلیسای سلطنتی استفاده می‌شده است.